# Madalena Barbosa
Madalena Barbosa (1942-21 de febrero de 2008) fue la fundadora, en abril de 1972, del Movimiento de liberación de las mujeres (Movimento de Libertação das Mulheres), ideado para "luchar por el derecho de igualdad, sin discriminación de sexo".
En 1980, Madalena Barbosa fue parte de la Comisión de la condición femenina (posteriormente renombrada Comisión para la Ciudadanía e Igualdad de Género), comisión de la Asamblea de la República de Portugal para luchar por la igualdad entre sexos. En las elecciones autárquicas de 2007 se postuló para la Cámara Municipal de Lisboa por la agrupación de izquierda Movimiento Ciudadanos por Lisboa (Movimento Cidadãos por Lisboa).